# Homer Loves Flanders
"Homer Loves Flanders" är avsnitt 16 från säsong fem av Simpsons. Avsnittet sändes på Fox i USA den 17 mars 1994. I avsnittet bjuder Ned Flanders sin granne, Homer, att följa med honom och se en amerikansk fotbollsmatch och de två blir goda vänner. Men Flanderns tröttnar snart på Homers nya vänskap och dumma upptåg, vilket gör att han börjar hata honom. Avsnittet skrevs av David Richardson och regisserades av Wesley Archer efter en idé av Conan O'Brien som var det sista avsnittet som han fick en idé för. Avsnittet innehåller referenser till Terminator 2 - Domedagen, De tio budorden och sånger som "Two Tickets To Paradise", "Macho Man" och "Helter Skelter". Avsnittet har mest fått positiva recensioner av kritikerna och fick en  Nielsen ratings på 10.9 och var det tredje mest sedda på Fox under veckan.

## Handling
Homer är förtvivlad när han är oförmögen att skaffa biljetter till en kommande amerikansk fotbollsmatch med Springfield Atoms. När Ned Flanders vinner två biljetter till matchen på en radiotävling, vill han gå på matchen med Homer. Homer tvekar att gå på matchen med honom men är desperat att få se matchen och accepterar erbjudandet. Flanderns bjuder också på tilltugg under matchen och får quarterbacken, Stan "The Boy" Taylor att ge den vinnande matchbollen till Homer. Generositeten som Ned har givit Homer gör att han inte längre skäms för att vara med honom och hans familj börjar umgås med Flanders familj. Ned börjar tröttna lite på Homers vänskap och efter en misslyckad campingtur med de båda familjerna drömmer Ned en mardröm, då han vaknar säger han till Maude att han tror han hatar Homer.
Homer försöker fortsätta umgås med Ned och förstår inte hans signaler på att de ska trappa ner på vänskapen. Homer vill spela golf med Ned, men han flyr med sin familj i deras bil istället. Ned blir stoppad av polisen för fortkörning och misslyckas i deras nykterhetstest vilket upptäcks av församlingen. Under nästa gudstjänst är det många som reagerar då de ser Ned eftersom de tror han blivit alkoholist men Homer övertygar församlingen att han är en bra vän och de två blir vänner igen. Bart och Lisa blev förvånad att de är vänner igen eftersom de trodde det var slut och skulle bli som förut nu igen, men nästa vecka visar det sig att Homer hatar Ned igen vilket gör Bart och Lisa glada då ordningen är återställd. Familjen Simpson tillbringar sedan en natt på ett spökhus som tillhört Homers onkel Boris där hela familjen börjar skrika.

## Produktion
"Homer Loves Flanders" var det sista avsnittet som skapades av Conan O'Brien innan han lämnade Simpsons. David Richardson fick skriva manuset och Wesley Archer regisserade den. Richardson skrev avsnitt på ett Motel 6 i Hemet, Kalifornien medan han dejtade en skådespelerska som spelade in en film där. Avsnittet gjordes eftersom producenterna ville ha en djupare inblick i karaktärerna i säsongen. David Mirkin ville göra avsnittet eftersom varken Homer eller Ned är sig lika i avsnittet.
Avsnittet börjar med att familjen Simpson tittar på en nyhetssändning där Kent Brockman kallar USA:s armé en "kill-bot fabrik". Mirkin gillade skämtet eftersom den visar hur negativa nyhetssändningar kan vara för att skapa panik och depression. I en scen i avsnittet börjar Marge hallucinera efter att ha druckit från Springfield vattenförsörjning, som har förorenats av Shelbyville. Fox censorer gillade inte scenen då de inte ville att Marge skulle bli hög. Mirkin försvarade scenen och hävdade att Marge inte blev hög med flit. I en scen blir Homer frustrerad på Gud för att inte fått biljetter till spelet, så han skriker på en våffla som fastnat på taket som han tror är Gud. Marge påpekar för honom att det bara är en våffla som Bart kastat upp där. Scenen är en av Mirkins och Richardsons favoritskämt.

## Kulturella referenser
När Homer hör låten "Two Tickets To Paradise" sjunger han med och spelar luftgitarr. När Homer äter nachos på fotbollsmatchen sjunger han låten "Nacho Man" som en alternativ text till "Macho Man". När Flanders blir felaktigt arresterad för att vara berusad frågar Clancy Wiggum honom "Var är din Messias nu, Flanders?" som en referens från Billy Crystals stand-up personifiering av Edward G. Robinson. Scenen där Homer jagar Flanders som sitter i bilen är en referens till Terminator 2 - Domedagen. När Rod och Todd Flanders kollar på TV i vardagsrummet ses en kopia Nattvarden bakom dem. Härbärget som Homer och Flanders besöker heter Helter Shelter som en referens till sången "Helter Skelter". Drömsekvensen där Ned går upp för trapporna i ett klocktorn är en referens till Studie i brott. Slutscen där familjen reser till ett spökhus som ägts av en avliden släkting, är en referens till Psycho.

## Mottagande
Avsnittet hamnade på plats 43 över mest sedda program under veckan med en Nielsen ratings på 10.9. Avsnittet var det tredje mest sedda på Fox under veckan. Under 2007 kallade Patrick Enright från MSNBC avsnittet för hans åttonde favorit från serien. Han berömde hänvisningarna till Terminator 2, samt Lisas citat om att nästa vecka, kommer allt vara som vanligt igen och de redo för ett nytt galet äventyr. I boken I Can't Believe It's a Bigger and Better Updated Unofficial Simpsons Guide har Warren Martyn och Adrian Wood skrivt att avsnittet innehåller några bra repliker från Lisa och trevliga stunder och nämnde skillnaderna mellan Simpsons och Flanders. Hos DVD Movie Guide har Colin Jacobson sa att han alltid minnts avsnittet som ett bra avsnittet och han har rätt med det, det är en enkel historia att göra så att karaktärerna beter sig som vanligt men utvecklingen av dem i avsnittet är fantastiskt och att vi lär att vara vän med Homer Simpson är svårare än vara hans fiende. DVD Talk gav avsnittet betyg fyra av fem. Patrick Bromley från DVD Verdict gav avsnittet betyg B och skrivit att den har en ganska stor dos av sentimentalitet och få stunder av absurditet vilket gav den en känsla av att det hör hemma i någon av seriens tidigare säsonger. Hos Orlando Sentinel har Gregory Hardy kallat avsnittet för den näst bästa med sport.